# Beidaobu
Beidaobu är ett stadsdelsdistrikt i nordvästra Kina. Det ligger i stadsdistriktet Maiji i staden Tianshui i provinsen Gansu, omkring 250 kilometer sydost om provinshuvudstaden Lanzhou.